# Sack AS-5
il Sack AS-5 fu un aeroplano sperimentale progettato dall'ingegnere tedesco Arthur Sack negli anni trenta.